# 醇合物
醇合物是晶体中存在结晶的醇类分子的一类化合物，类似于水合物。

## 制备
一些无水化合物放置于在醇类溶剂中，可以得到醇合物，计量比与反应的物质的量比有关：
MgCl2 + xEtOH → MgCl2·xEtOH（x=2.8, 3.33和6）
如果在结晶条件下的稳定的醇合物只有一种，那么计量比也是唯一的：
CH3ONa + CH3OH → CH3ONa·CH3OH
部分水合物也能和醇发生可逆反应，反应与反应物浓度、溶剂比例以及反应温度有关：
[Co(H2O)6]2+ + 2 Cl− + 2 EtOH ⇌ Co(EtOH)2Cl2 + 6 H2O
一些卤化物的醇解在得到醇盐的时候同时会结晶醇分子：
2 SnCl4 + 4 EtOH → [SnCl3(OEt)·EtOH]2 + 2 HCl

## 表征
醇合物的醇含量可以通过X射线衍射、差示扫描量热法等手段来表征。